# Baryphas jullieni
Espèce
Synonymes
- Polemus chrysochirus Simon, 1902
- Baryphas albicinctus Berland & Millot, 1941
- Baryphas micheli Berland & Millot, 1941

Baryphas jullieni est une espèce d'araignées aranéomorphes de la famille des Salticidae.

## Distribution
Cette espèce se rencontre en Sierra Leone, au Liberia, en Côte d'Ivoire, au Ghana et au Nigeria.

## Description
Le mâle holotype mesure 5 mm.

## Systématique et taxinomie
Cette espèce a été décrite par Simon en 1902.
Baryphas albicinctus et Baryphas micheli ont été placées en synonymie par Clark en 1974.
Polemus chrysochirus a été placée en synonymie par Wesołowska et Russell-Smith en 2022.

## Étymologie
Cette espèce est nommée en l'honneur de M. Jullien.

## Publication originale
- Simon, 1902 : « Description d'arachnides nouveaux de la famille des Salticidae (Attidae) (suite). » Annales de la Société Entomologique de Belgique, vol. 46, p. 24-56 & 363-406 (texte intégral).